# Sara
Sara (Sarah, Saraj) je prema Bibliji žena praoca Abrahama, koga je pratila od Ura do Kanaana rodivši mu u dobi od 90 godina sina Izaka. 

Smatra se pramajkom Židova. Njen lik je čest motiv u umjetnosti.
Sara etimološki znači kneginja, pramajka kraljeva. Prema običajima Gornje Mezopotamije u huritskoj aristokraciji muž je mogao zamišljeno prihvatiti svoju ženu kao svoju `sestru´ i ona bi tada uživala veći ugled i posebne povlastice. Sara je umrla sa 127 godina u Kirjat Arbi, tj. u Hebronu. Abraham joj je kupio grobnicu, spilju na poljani Makpeli nasuprot Mamri, i to je prvi njegov posjed u kanaanskoj zemlji. 